# Gary Becker
Gary Stanley Becker, född 2 december 1930 i Pottsville, Pennsylvania, död 3 maj 2014 i Chicago, Illinois, var en amerikansk nationalekonom som belönades med Sveriges Riksbanks pris i ekonomisk vetenskap till Alfred Nobels minne 1992. Han var professor i nationalekonomi och sociologi vid University of Chicago, och var ledare för den tredje generationen av Chicago School of Economics.
Beckers forskning har citerats över 290 000 gånger enligt Google Scholar och han betraktas allmänt som en av de mest betydelsefulla samhällsvetenskapliga forskarna under 1900-talet. Hans forskning låg framförallt inom det arbetsmarknadsekonomiska fältet och inkluderar betydande bidrag till förståelsen av diskriminering, segregation, kriminalitet och familjebildning. Han är också intimt förknippad med begreppet humankapital. Enligt Milton Friedman var han "den största samhällsvetaren som har levt och arbetat" under andra delen av 1900-talet.

## Karriär
Becker föddes i en judisk familj, tog en kandidatexamen vid Princeton University 1951 och fullgjorde en masteravhandling med titeln "The Theory of Multi-Country Trade". Han tog därefter en doktorsexamen vid University of Chicago 1955 med en avhandling med titeln ”The Economics of Discrimination”. I Chicago påverkades Becker av Milton Friedman, som han kallade "den överlägset bästa levande läraren jag någonsin haft". Becker tillskrev Friedmans kurs om mikroekonomi för att ha hjälpt till att förnya hans intresse för nationalekonomi. Han noterade också att under hans tid i Chicago fanns det flera andra ekonomer som starkt påverkade hans framtida arbete, nämligen Gregg Lewis, T. W. Schultz, Aaron Director och L. J. Savage. Under några år arbetade Becker som biträdande professor vid Chicagouniversitet och forskade där. Innan han fyllde 30 flyttade han 1957 för att undervisa vid Columbia University samtidigt som han forskade vid National Bureau of Economic Research. År 1970 återvände han till University of Chicago, och erbjöds 1983 en samtidig plats vid Sociologiska institutionen i Chicago. År 1965 valdes han till ledamot av American Statistical Association.
Becker var en av grundarna av TGG Group, ett affärs- och filantropikonsultföretag. Han tilldelades John Bates Clark-medaljen 1967 och valdes till stipendiat vid American Academy of Arts and Sciences 1972. Han var också medlem och senare ordförande av Mont Pelerin Society. Han tilldelades Nobelpriset 1992 "för att ha utvidgat domänen för mikroekonomisk analys till ett brett spektrum av mänskligt beteende och interaktion, inklusive icke-marknadsbeteende". Han mottog också National Medal of Science 2000 och Golden Plate Award av American Academy of Achievement  2001 på förslag av rådsmedlemmen och Nobelpristagare Leon M. Lederman.
Som politiskt konservativ,  skrev han en månadsspalt för Business Week under åren 1985 till 2004, alternerande med den liberala princetonekonomen Alan Blinder. År 1996 var Becker senior rådgivare till den republikanske presidentkandidaten Robert Dole.
Beckers första hustru var Doria Slote. De var gifta från 1954 till hennes död 1970. De fick två döttrar, Catherine Becker och Judy Becker. Omkring tio år senare, gifte han sig 1980 med Guity Nashat, en historiker med inriktning på Mellanöstern vars forskningsintresse överlappade hans eget.
Becker dog 2014 i Chicago, Illinois, 83 år gammal. Samma år hedrades han med en tredagars konferens som anordnades vid University of Chicago.

## Publikationer i urval
- Gary Becker (1993). Human capital: a theoretical and empirical analysis, with special reference to education (3rd). Chicago: The University of Chicago Press. ISBN 9780226041209.
- Gary Becker (September 1965). ”A theory of the allocation of time”. The Economic Journal 75 (299):  sid. 493–517. doi:10.2307/2228949.
- Gary Becker (1968), ”Discrimination, economic”, i Sills, David L., International Encyclopedia of Social Sciences, Vol. 4 Cumu to Elas, New York, New York: Macmillan, s. 208–10
- Gary Becker (March 1968). ”Crime and punishment: an economic approach”. Journal of Political Economy 76 (2):  sid. 169–217. doi:10.1086/259394. https://semanticscholar.org/paper/f252e0a5a33891158be5ee683493ae13280c82ff.
- Gary Becker (1969), ”An economic analysis of fertility”, i National Bureau of Economic Research, Demographic and economic change in developed countries, a conference of the universities, New York: Columbia University Press, s. 209–240, ISBN 9780870143021
- Gary Becker (1971). The economics of discrimination. Chicago: University of Chicago Press. ISBN 9780226041049. https://archive.org/details/economicsofdiscr0000beck.
- Gary Becker (1971). The economics of discrimination. Chicago: University of Chicago Press. ISBN 9780226041155. https://archive.org/details/economicsofdiscr0000beck.
- Gary Becker & H. Greeg (March 1973). ”On the interaction between the quantity and quality of children”. Journal of Political Economy 81 (2):  sid. 279–288. doi:10.1086/260166. http://www.nber.org/chapters/c2963.pdf.
- Gary Becker (July 1973). ”A theory of marriage: part I”. Journal of Political Economy 81 (4):  sid. 813–846. doi:10.1086/260084.
- Gary Becker (1974). Essays in the economics of crime and punishment. New York: National Bureau of Economic Research distributed by Columbia University Press. ISBN 9780870142635.
- Gary Becker (March 1974). ”A theory of marriage: part II”. Journal of Political Economy 82 (2):  sid. 11–26. doi:10.1086/260287.
- Gary Becker (November 1974). ”A theory of social interactions”. Journal of Political Economy 82 (6):  sid. 1063–93. doi:10.1086/260265. http://www.nber.org/papers/w0042.pdf.
- Gary Becker & Gilbert Ghez (1975). The allocation of time and goods over the life cycle. New York: National Bureau of Economic Research Distributed by Columbia University Press. ISBN 9780870145148. https://archive.org/details/allocationoftime0000ghez.
- Gary Becker (1976), ”Pride and prejudice”, i Becker, Gary S., The economic approach to human behavior, Chicago: University of Chicago Press, s. 15–17, ISBN 9780226041124
- Gary Becker & George J. Stigler (March 1977). ”De gustibus non est disputandum”. The American Economic Review 67 (2):  sid. 76–90.
- Gary Becker, Elizabeth Landes & Robert T. Michael (December 1977). ”An economic analysis of marital instability”. Journal of Political Economy 85 (6):  sid. 1147–1187. doi:10.1086/260631.
- Gary Becker (1991). A treatise on the family. Cambridge, Massachusetts: Harvard University Press. ISBN 9780674906983. https://archive.org/details/treatiseonfamily00beck.
- Gary Becker (August 1983). ”A theory of competition among pressure groups for political influence”. Quarterly Journal of Economics 98 (3):  sid. 371–400. doi:10.2307/1886017.
- Gary Becker (January 1985). ”Human capital, effort, and the sexual division of labor”. Journal of Labor Economics 3 (1):  sid. 33–58.
- Gary Becker & Kevin M. Murphy (August 1988). ”A theory of rational addiction”. Journal of Political Economy 96 (4):  sid. 675–700. doi:10.1086/261558.
- Gary Becker (9 December 1992). ”Nobel prize lecture: the economic way of looking at life”. nobelprize.org. Nobel Media AB. http://nobelprize.org/economics/laureates/1992/becker-lecture.html.
- Gary Becker (1996). Accounting for tastes. Cambridge, Massachusetts: Harvard University Press. ISBN 9780674543560. https://archive.org/details/accountingfortas00beck.
- Gary Becker & Guity Nashat Becker (1997). The economics of life: from baseball to affirmative action to immigration, how real-world issues affect our everyday life. McGraw-Hill. ISBN 9780070067097. https://archive.org/details/economicsoflifef00beck.
- Gary Becker & Kevin M. Murphy (2000). Social economics market behavior in a social environment. Belknap Press of Harvard University Press. ISBN 9780674011212.
- Gary Becker & Julio Jorge Elías (May 2007). ”Introducing incentives in the market for live and cadaveric organ donations”. Journal of Economic Perspectives 21 (3):  sid. 3–24. doi:10.1257/jep.21.3.3. PMID 19728419.
- Gary Becker (2012), ”When illegals stop crossing the border”, i Miniter, Brendan, The 4% solution unleashing the economic growth America needs, New York: Crown Business, ISBN 9780307986153